# 石泰
石泰（1022年—1158年）。字得之，号杏林，道號翠玄子，宋代常州人。为道教金丹派尊奉的五位重要人物（南五祖）之一。金丹派道教大師张伯端曾得罪凤州太守，被坐黥窜，途中于酒肆遇石泰，由于石泰為张講情，终得赦免。张伯端后授石泰道教丹法的道术。
作有《还源篇》等。